# Zelandotipula gracilipes
Zelandotipula gracilipes là một loài ruồi trong họ Tipulidae. Chúng phân bố ở vùng Tân nhiệt đới.